# Stazione di Boario Terme (1908)
La stazione di Boario Terme (fino al 1926, Casino Boario e, tra il 1926 e il 1932, Boario-Gorzone) fu una fermata ferroviaria della linea Brescia-Iseo-Edolo, a servizio del centro abitato di Boario Terme, frazione di Darfo. Fu operativa fino al 1956, quando fu sostituita da una nuova fermata.

## Storia
La ferrovia Iseo-Edolo fu progettata come linea secondaria e quindi poteva percorrere anche tracciati stradali, a patto che la sede rimanesse separata dalla carreggiata ordinaria. Nei pressi di Casino Boario, la ferrovia fu fatta passare su una parte della carreggiata della nazionale del Tonale, già parzialmente occupata dalla tranvia Lovere-Cividate che, di conseguenza, fu spostata verso il centro della strada.
Con l'apertura al servizio pubblico del tronco tra la stazione di Pisogne e quella di Breno, avvenuta il 30 dicembre 1907, la fermata di Casino Boario non risultò ancora attiva, nonostante già nell'estate del 1907 ci fosse un servizio di omnibus automobili in coincidenza con l'arrivo e le partenze dei treni presso lo scalo pisognese. Casino Boario era stazione termale; da tempo esercenti e albergatori chiedevano il passaggio della ferrovia per incrementare l'afflusso dei turisti.
La fermata fu aperta al servizio pubblico a partire dagli orari del 1º giugno 1908. Fu servita dalle coppie di corse Brescia-Breno fino all'apertura del tronco fino a Edolo, quando il servizio fu esteso alla stazione capolinea.
La fermata cambiò nome in Boario-Gorzone con il cambio d'orario del 15 maggio 1926, per poi essere ribattezzata in Boario Terme a partire dal 22 maggio 1932.
Nell'estate del 1955, la fermata fu capolinea di una coppia di corse speciali provenienti da Brescia.
L'anno seguente, il Consiglio superiore dei lavori pubblici approvò il progetto di costruzione della variante di Boario Terme che aggirava ad est l'abitato, liberando la strada del Tonale e permettendo al comune di Darfo di cominciare i lavori di riqualificazione del centro termale. La variante prevedeva la costruzione di una nuova fermata e di un'autostazione annessa. Aprì al servizio pubblico nel corso del 1956.

## Strutture e impianti
La fermata disponeva di un fabbricato viaggiatori e di un solo binario.

## Interscambi
A fianco della ferrovia, sulla carreggiata ordinaria della strada nazionale del Tonale, transitava anche la tranvia Lovere-Cividate Camuno, la cui fermata di "Boario" fu posizionata a fianco. La tranvia fu poi soppressa nel 1917 a causa delle necessità dell'esercito italiano nella prima guerra mondiale.